# تلمبه کمالی
تلمبه کمالی یک منطقهٔ مسکونی در ایران است که در دهستان فسارود واقع شده‌است. تلمبه کمالی ۵۸ نفر جمعیت دارد.